# عجارده
عجارده، از فرقه‌های منشعب شده از خوارج هستند. آنان طرفداران عبدالکریم عجرد هستند که در آغاز از پیروان عطیه بن اسود بوده‌اند. این فرقه بعدها به ده فرقه دیگر منشعب شدند. این فرقه بعدها به ده فرقه دیگر منشعب شدند: خلفیه، صلتیه، حمزیه، شعیبیه، میمونیه، اطرافیه، جازمیه، ثعالبه، شیبانیه.

## مؤسس
عبدالکریم بن عجرد از یاران ابی بیهس بود که پس از مخالفت با وی، به حبس افتاد.

## اعتقادات
عجارده با فرقه ازارقه اختلافاتی را داشته و همین امر سبب تأسیس این فرقه جدید عجارده گردید. بر اساس اعتقادات عجارده، بردن اموال مخالفان ممنوع است مگر پس از کشته شدن مخالف و به یغما بردن اموالش. این فرقه سوره یوسف را جزئی از قران نمی‌دانند. از دیگر اعتقادات عجارده، حکم برائت برای کودکان تا پیش از بلوغ است.